# Tomopleura nivea
Tomopleura nivea is een slakkensoort uit de familie van de Borsoniidae. De wetenschappelijke naam van de soort is voor het eerst geldig gepubliceerd in 1851 door Philippi.